# Polyptychus trisecta
Polyptychus trisecta là một loài bướm đêm thuộc họ Sphingidae. Loài này có ở các khu rừng vùng đất thấp từ Liberia và Ghana tới Congo và miền tây Uganda.
Chiều dài cánh trước khoảng 42–45 mm.